# The Valley
The Valley je hlavní a jediné město Anguilly, zámořského území Velké Británie. Žije zde 1 169 obyvatel (stav 2001). Ve městě a jeho okolí je mnoho budov postavených za dob kolonizace.